# 芳賀良
芳賀 良（はが りょう、1966年 - ）は、日本の法学者。横浜国立大学大学院国際社会科学研究院国際社会科学部門教授。学位は、法学修士（青山学院大学）。専門は、商法・証券取引法。岩田合同法律事務所客員弁護士。アイネス監査役。

## 人物・経歴
福岡県生まれ。1984年福岡県立戸畑高等学校卒業。1988年青山学院大学法学部卒業。1990年青山学院大学大学院法学研究科修士課程修了、法学修士。一橋大学大学院法学研究科博士課程単位取得退学。
1994年山口大学経済学部講師。1996年山口大学経済学部助教授。2003年岡山大学法学部教授。2004年岡山大学大学院法務研究科教授。2007年岡山大学大学院社会文化科学研究科教授。
2010年横浜国立大学大学院国際社会科学研究科教授、弁護士登録（第一東京弁護士会）、岩田合同法律事務所客員弁護士。2012年公認会計士試験試験委員（企業法）。
2015年横浜国立大学大学院国際社会科学府法曹実務専攻長。2017年公正取引委員会独占禁止政策協力委員。2021年アイネス監査役。専門は商法、金融商品取引法。

## 著書
- 『実践　内部統制の法務―内部統制体制の構築と社内規程』（永野周志, 砂田太士, 播摩洋平と共著）ぎょうせい 2007年
- 『金融商品取引法の基礎』（川村正幸, 品谷篤哉, 山田剛志と共著）中央経済社 2018年
- 『インサイダー取引規制・フェアディスクロージャールール入門』（田路至弘と共著）金融財政事情研究会 2019年
- 『会社法の基礎』（川村正幸, 吉行幾真と共著）中央経済社 2022年
- 『コア・ゼミナール会社法』（川村正幸と共編著）新世社 2023年